# Jean Yernaux
Jean Yernaux, né le 24 juillet 1930 à Marbais et mort le 29 septembre 2024, est un architecte et urbaniste belge actif principalement à Charleroi (Belgique) entre les années 1960 et 2000. Il est considéré comme l'une des personnalités qui ont « fait » la structure urbaine de Charleroi.  
Sa vision de la ville suit les principes de l'urbanisme moderne, faisant souvent référence au plan « Anvers-Bruxelles-Charleroi » de Victor Bourgeois, où les voitures et l'architecture brutaliste jouent un rôle majeur. Il est responsable de nombreuses contributions à l'urbanisme qui caractérise la mobilité actuelle de Charleroi, comme le projet du ring de Charleroi et la construction de seize stations du métro léger de Charleroi entre 1974 et 1988’.

## Biographie
Jean Yernaux a étudié à l'institut d'architecture Saint-Luc de Bruxelles, il a travaillé comme stagiaire au bureau d'architecture de René Stapels. 
Après deux ans de service militaire, il entre dans l'atelier de Joseph André à Charleroi. Dans l'atelier, il a l'occasion de travailler avec l'architecte Auguste Daloze et se voit confier, en 1958, l'étude du futur Hall Omnisports de Charleroi, qu'il réalisera avec son collègue en 1974. C'est à cette occasion qu'il commence à s'intéresser aux questions de mobilité, compte tenu de l'attractivité de ce pôle d'attraction régional. Dès le début de sa pratique dans l'atelier de Joseph André, Jean Yernaux prend en charge des projets caractérisés par la mobilité qui le conduiront à devenir architecte de la ville en 1962. 
Le thème de la mobilité lié à l'architecture l'amènera à exprimer dans ses projets l'image de Charleroi caractérisée par sa puissance industrielle, sa dynamique économique et culturelle. Le développement dans les années 1970 du petit ring et la modernisation des transports publics avaient pour objectif de décongestionner le tissu urbain du centre historique de Charleroi mais, en même temps, de relier la ville de Charleroi à l'échelle européenne. Le petit ring fait en effet partie d'un projet ambitieux. Inspiré par « L’axe ABC» de Victor Bourgeois, cette infrastructure qui entoure le centre ville était destinée à lier Charleroi à la dorsale nord-sud entre la France et les Pays-Bas. 
Plus tard, au cours des années 1970 et 1980, il a développé de multiples bâtiments de caractère brutaliste interconnectés avec l'infrastructure du petit ring. En outre, en tant qu'architecte de la ville, il réalisera plusieurs études pour l'urbanisation de Charleroi, jusqu'en 1992 où il présentera «Charleroi perspective 2000» au conseil communal de Charleroi. Un projet de développement urbain, qui a commencé avec sa pratique dans les années 1960, et qui vise à développer de manière cohérente sa vision de 55 quartiers de la ville pour l'an 2000. 
Après sa retraite en 2000, il est resté actif dans le domaine de l'architecture et de l'urbanisme, contribuant à plusieurs événements publics afin de partager les fruits de ses 40 années de travail entre œuvres achevées et inachevées.   
En 2018, il apparaît dans le film documentaire de Guy-Marc Hinant Charleroi, Le Pays aux 60 montagnes.
Le 29 septembre 2024, Jean Yernaux meurt à l'âge de 94 ans,.

## Principales réalisations
- 1964 Villa Voiturier-Lagae à Gerpinnes
- 1966 École secondaire La Garenne
- 1967 Galerie Langrand
- 1968 Centre Europe
- 1972 Librarie de la Bourse
- 1974 Hall Omnisports
- 1974-1988 Seize stations du métro léger de Charleroi
- 1976 Petit ring de Charleroi
- 1976 Piscine Hélios
- 1977 Crèche Hélios
- 1978 ONEM de Charleroi
- 1980 Résidence Blanche-Neige
- 1992 Charleroi Perspective 2000

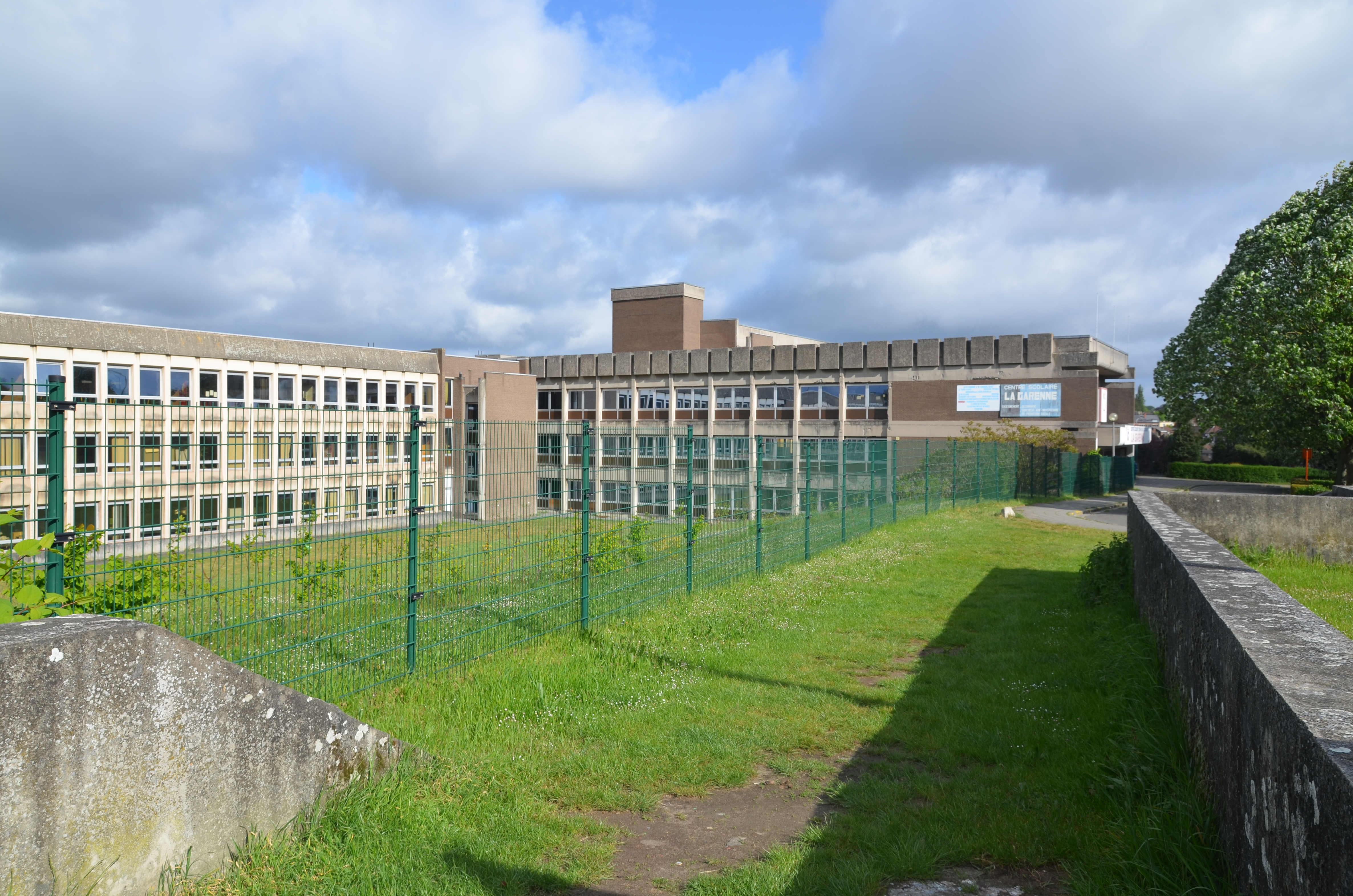
La Garenne (1966)
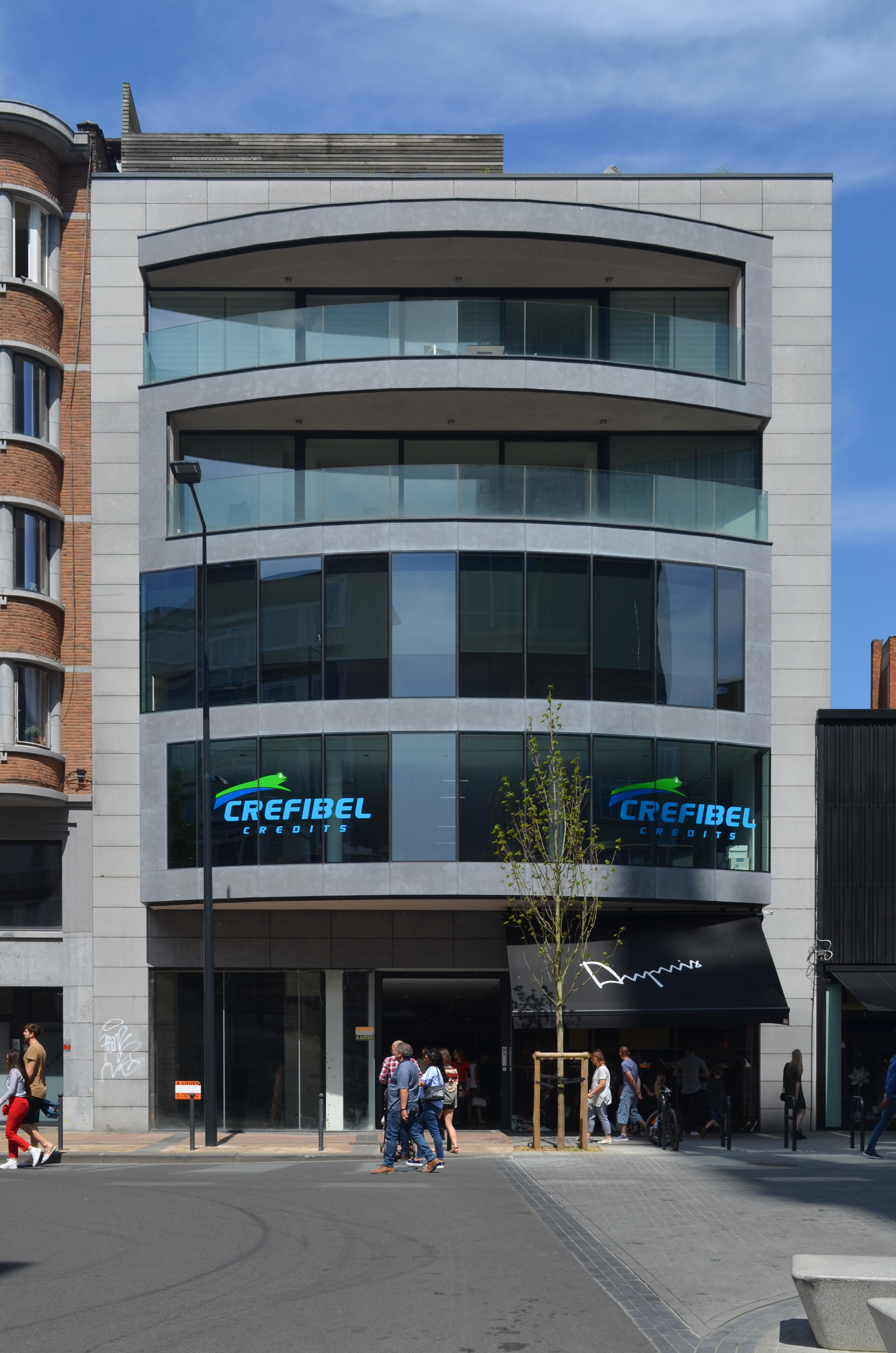
Galerie Langrand (1967 - photo prise après la rénovation de la façade)
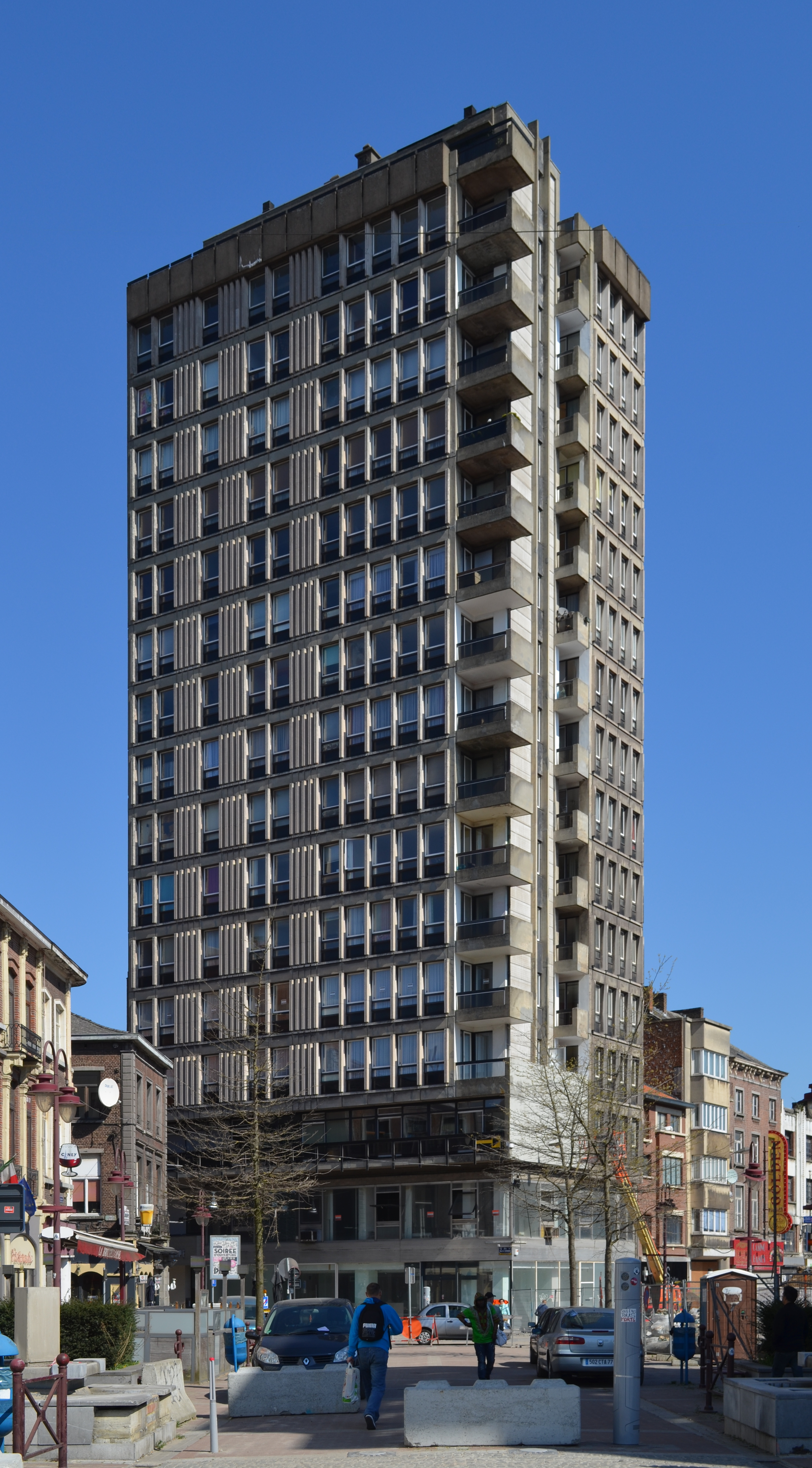
Centre Europe (1968)
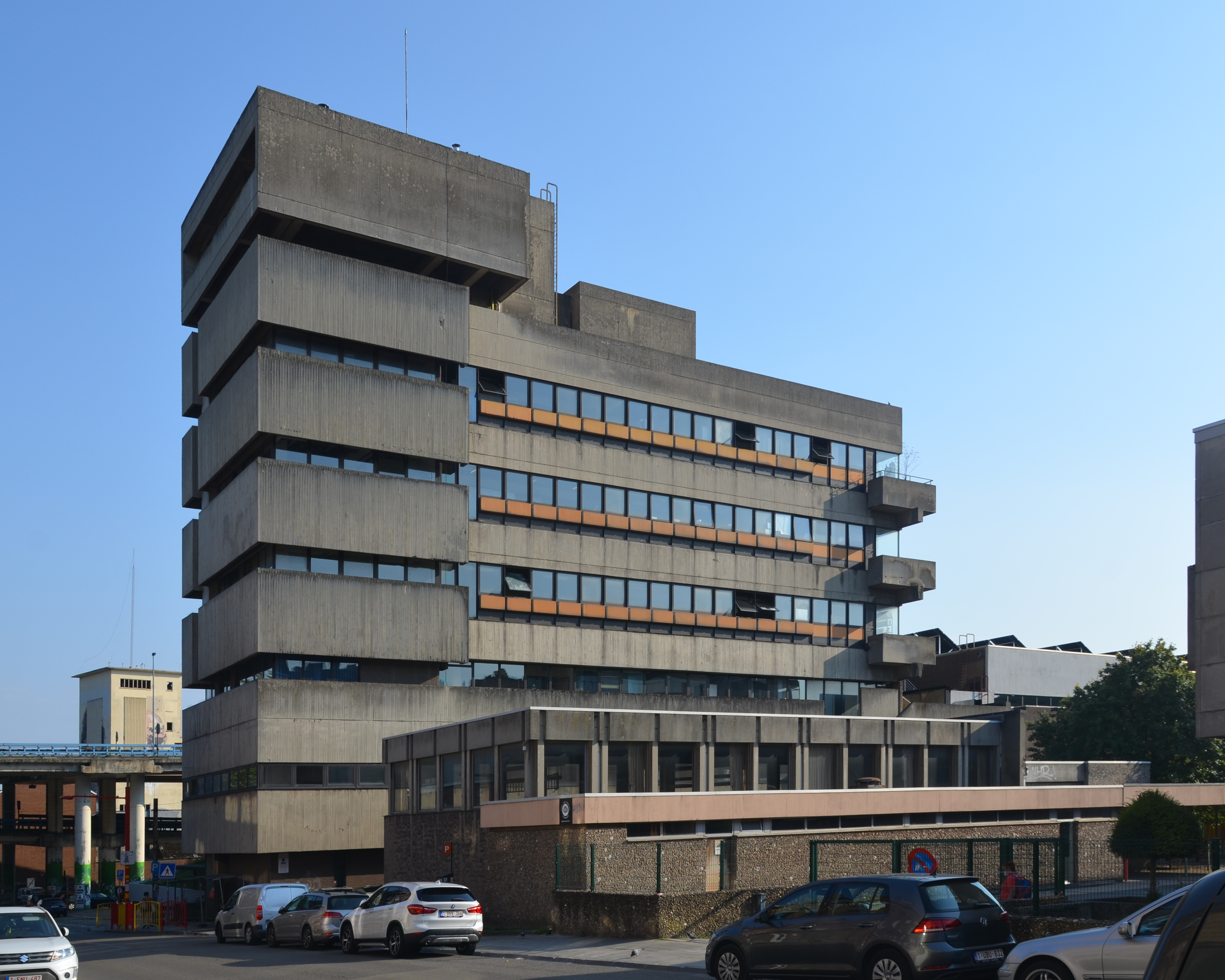
Crèche Hélios (1977)
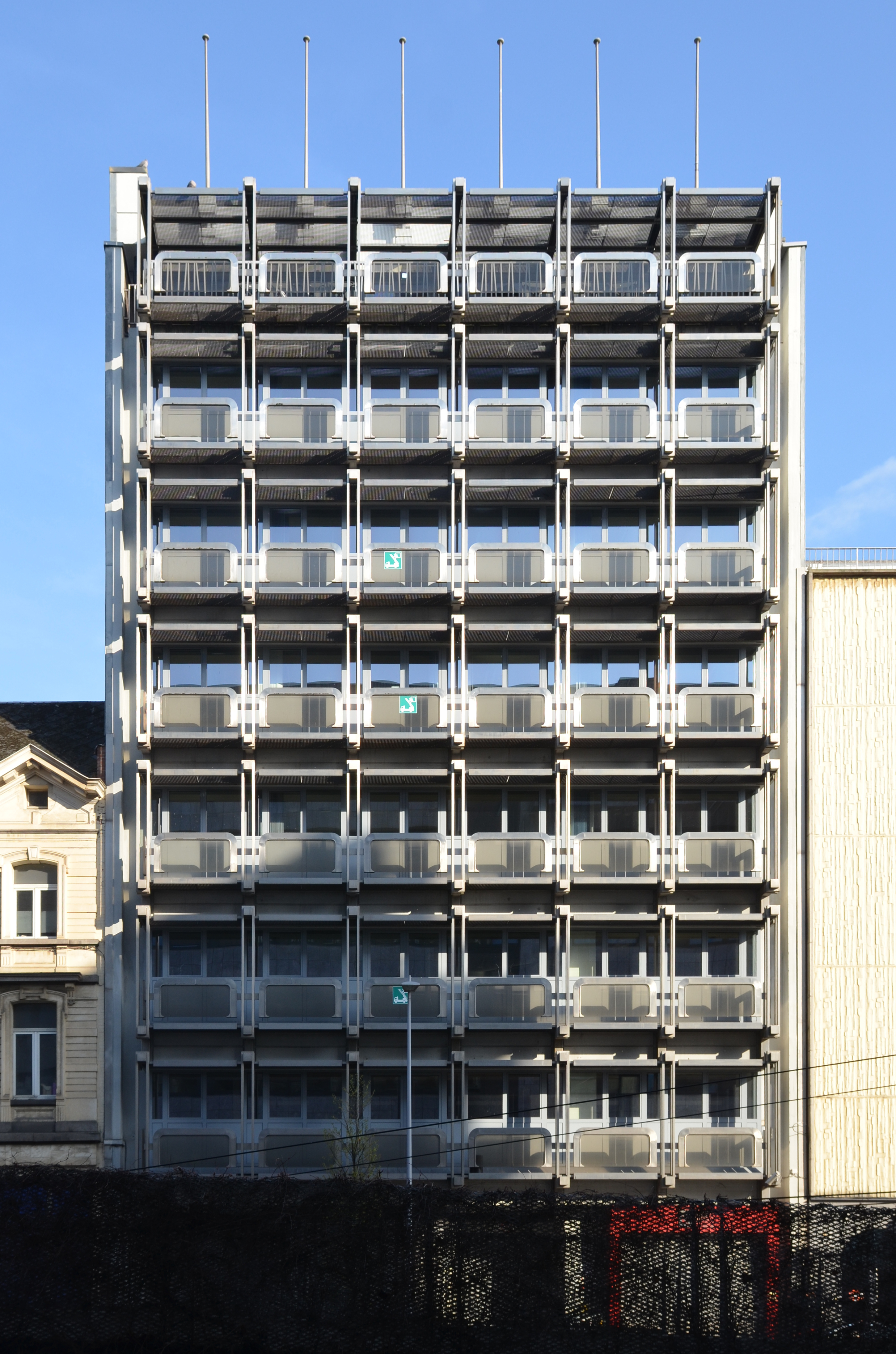
Bureaux de l'ONEM (1978)
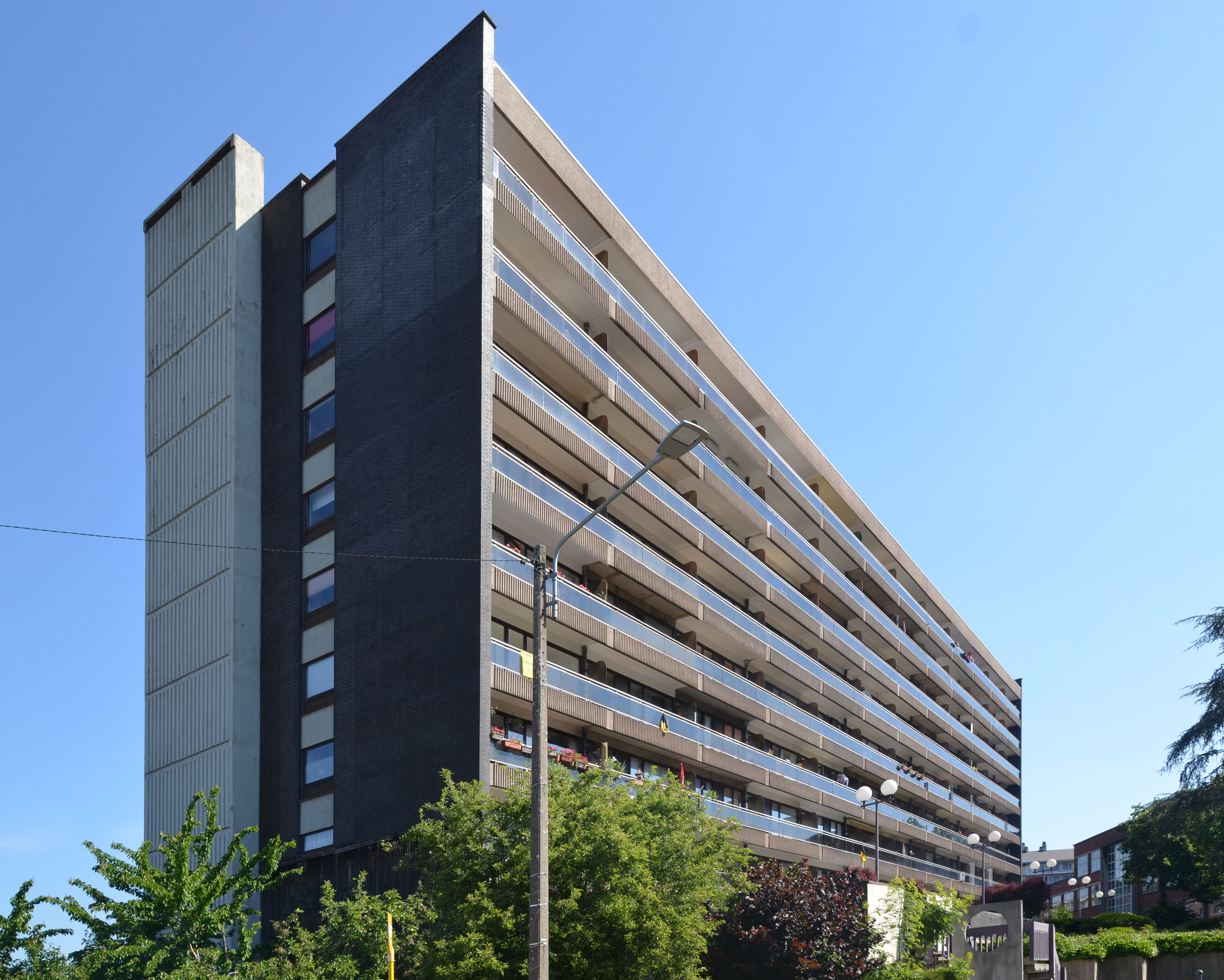
Résidence Blanche-Neige (1980)

## Distinction
En 2025, la ville de Charleroi lui décerne un beffroi de Cristal à titre posthume.

### Ouvrages et articles
- Robert Courtois et Jean Yernaux, Charleroi, métro et investissement, Bruxelles, CIAUD, coll. « A+ » (no 108), 1990, 88 p. (ISBN 9782804703677), p. 18-22